# コンプレックス (番組形式)
放送番組におけるコンプレックスとは、複数の独立したコンテンツを1つの枠にまとめた内含番組の一種。または、共通点を持つ複数の独立した番組を、連続するように配置した時間帯のこと。一種のオムニバス形式でもあり、オムニバス放送や複合放送ともいう。

## 現在放送されているコンプレックス放送の番組

### テレビ
NHK
- 『Eテレキッズ』（Eテレ）
- 『お昼の連続テレビ小説』（総合テレビ）
  - 2024年4月1日より『朝の連続テレビ小説傑作選』（12:30 - 12:45枠）と『朝の連続テレビ小説再放送版』（12:45 - 13:00枠）の2本立て放送。

日本テレビ系列
- 『秘密のケンミンSHOW』および『見取り図の間取り図ミステリー』（何れも読売テレビ制作）
  - 2014年以降、度々両者2番組でのオムニバス形式による合体スペシャルを編成することが多い。
- 『OH!バンデス』（ミヤギテレビ）
  - 『OH!バンデス』本編と『NNN news every.』と『ミヤギnews every.』の3本立て放送[1]。
- 『ゴジてれ Chu !』（福島中央テレビ）
  - 『ゴジてれ Chu !』本編と『（NNN）news every.』と『ゴジてれ Chu !news』の3本立て放送。
- 『ゆうがたGet!&every.』（テレビ信州）
  - 2024年4月1日以降、『ゆうがたGet!』と『（NNN）news every.』と『テレビ信州news every.』の3本立て放送。
- 『いっちゃん☆KNB』（北日本放送）
  - 『いっちゃん☆KNB』本編と『NNN news every.』と『KNB news every.』の3本立て放送。
- 『Ch.4×every.』（南海放送）
  - 2015年9月28日より『news every.』月 - 木曜第1部枠ネット開始により、『（NNN）news every.』と『NEWS Ch.4』の2本立て放送。
- 『どさんこワイド179』（札幌テレビ）
  - 『どさんこワイド179』本編と『NNN news every.』と『STV NEWS』の3本立て放送。
- 『ZIP!』（札幌テレビ・中京テレビ・読売テレビ）
  - 札幌テレビの場合、『どさんこワイド朝』と『ZIP!』本編（第2部ローカル部分『ZIP!北海道』も含む）の2本立て放送。
  - 中京テレビの場合、『あさドレ♪』（『ZIP!』第2部枠も含む）と『ZIP!』本編の2本立て放送。
  - 読売テレビの場合、『す・またん!』（『ZIP!』第2部枠も含む）と『ZIP!』本編の2本立て放送。
- 『MANPA』（読売テレビ）
- 『NNNストレイトニュース』（日本テレビ・中京テレビ）
  - 2023年4月3日以降、日本テレビ・中京テレビの場合、『ストレイトニュース』（11:20 - 11:30枠）と『NNNストレイトニュース』本編の2本立て放送。
- 『STVストレイトニュース11』
  - 2024年4月1日より月曜日から木曜日限定で『STVストレイトニュース11』本編と『ストレイトニュース』（11:20 - 11:30枠）『NNNストレイトニュース』の3本立て放送。
- 『ぐ〜たくさん&NNNストレイトニュース』（中京テレビ）
- 『プラチナイト』（日本テレビ・中京テレビ、2024年4月1日から）
  - 『大悟の芸人領収書&パニックGP』（月曜日）
  - 『上田と女がDEEP&ドラマDEEP』（火曜日）
  - 『MCニホンザル!人間研究所&水曜24:29枠ドラマ』（水曜日）

テレビ朝日系列
- 『ニチアサキッズタイム』
  - 『スーパーヒーロータイム』
- 『バラバラ大作戦』
- 『スーパーバラバラ大作戦』
- 『帰れマンデー見っけ隊!!』および『10万円でできるかな』および『クイズプレゼンバラエティー Qさま!!』
  - 2019年4月以降、この何れか2番組[2]でのオムニバス形式が基本型となっている。番組の間は20時30分（JST）丁度で区切り、テレビ朝日などでのEPGは、別番組扱いである。ただし、週によってはどちらか一方の2〜3時間スペシャルにする例や他の番組と合同させる例もある。
- 『プラチナファミリー&火曜の良純孝太郎』
  - 『プラチナファミリー』が火曜19時台枠にレギュラー昇格化後、度々2番組でのオムニバス形式による合体スペシャルが編成されている。
- 『KHBニュース』（東日本放送、2016年4月から）
- 『YTSニュース』（山形テレビ）
  - 平日昼枠のみ上記2番組本編と『ワイド!スクランブル』内の『ANNニュース』の2本立て放送。
- 『スーパーJチャンネルYTSゴジダス』（山形テレビ）
- 『スーパーJにいがた』（新潟テレビ21）
  - 『（ANN）スーパーJチャンネル』と『スーパーJにいがた』の2本立て放送。
- 『スーパーJチャンネル』（岩手朝日テレビ・長崎文化放送）
  - 岩手朝日テレビの場合、『（ANN）スーパーJチャンネル』本編と『スーパーJチャンネルいわて（Jチャンいわて）』の2本立て放送（EPGでは其々単独番組扱い）。
  - 長崎文化放送の場合、『（ANN）スーパーJチャンネル』本編と『NCCスーパーJチャンネル長崎』の2本立て放送（EPGでは其々単独番組扱い）。
- 『News Park KSB』（瀬戸内海放送）
  - 予告編『さきどり!ニュースパ』と『（ANN）スーパーJチャンネル』と『News Park KSB』本編の3本立て放送（EPG並びに編成上はそれぞれ単独番組扱い）
- 『Jチャン+』（鹿児島放送）
  - 『（ANN）スーパーJチャンネル』と『Jチャン+』本編の2本立て放送。

TBSテレビ系列
- 『S☆1』
  - 『S☆1』本編と『JNNニュース』の2本立て放送。
- 『報道の日』
  - 2012年以降、『報道の日』本編と『JNNニュース』（『Nスタ』休止の代替）の2本立て放送[3]。
- 『THE TIME,』
  - プレ番組『THE TIME'』と『THE TIME,』本編の2本立て放送（EPGでは其々単独番組扱い、前者は一部地域では非ネット）。
- 『THE TIME,&ウォッチン!みやぎ』（東北放送）
- 『Nスタ』（東北放送・テレビユー山形・あいテレビ）
  - 東北放送の場合、2017年4月3日以降『Nスタ』本編と『Nスタみやぎ』の2本立て放送（EPGでは其々単独番組扱い）。
  - テレビユー山形の場合、2017年4月3日以降『Nスタ』本編と『Nスタやまがた』の2本立て放送（EPGでは其々単独番組扱い）。
  - あいテレビの場合、2017年10月2日以降『Nスタ』本編と『Nスタえひめ』の2本立て放送（EPGではそれぞれ単独番組扱い）。
- 『わっち!!』（青森テレビ）
  - 『わっち!!』本編と『Nスタ（18時台全国ネット部分）』と『わっち!!NEWS』の3本立て放送[4]。
- 『なるほどプレゼンター!花咲かタイムズ』（CBCテレビ）
  - 『花咲かタイムズ』本編と『キユーピー3分クッキング（CBC版）』と『花咲かタイムズプラス』の3本立て放送。
- 『Soleいいね!火曜版』
  - 2023年10月以降、火曜日は『お買いものいいね!』と『みてみて6チャン』と『Soleいいね!』本編の3本立て放送（EPGではそれぞれ別番組扱い）。
- 『世界くらべてみたら』および『巷のウワサ大検証!それって実際どうなの会』および『ニノなのに』
  - 『それって実際どうなの会』が開始した2024年10月以降、上記のうち何れか2番組でのオムニバス形式による合体スペシャルが稀に編成されている。

テレビ東京系列
- 『ゆうがたサテライト』（テレビ北海道）
  - 『ゆうがたサテライト』本編と『道新ニュース 平日夕方枠』本編の2本立て放送。

フジテレビ系列
- 『アドベンチャーサンデー』
- 『仙台放送ニュース&あしたの天気』（仙台放送）
- 『あしたの天気&いべなび』（仙台放送）
- 『FNNニュース ONE土曜版』および『FNN中日新聞テレビ日曜夕刊』（何れも東海テレビ）
  - 『FNN Live News イット!週末版』と『FNNニュース ONE』および『FNN中日新聞テレビ日曜夕刊』本編の2本立て放送。
- 『FNN北陸中日新聞サンデーNEWS』（富山テレビ・石川テレビ）
  - 『FNN Live News イット!週末版』と『FNN北陸中日新聞サンデーNEWS』本編の2本立て放送。
- 『プライムこうち』（高知さんさんテレビ）
  - 2020年9月28日以降、『プライムこうち』本編と『FNN Live News イット!』終盤15分間（18:45 - 19:00）の2本立て放送。
- 『FNN Live Newsイット!&#Link』（テレビ宮崎）
  - 2023年4月以降『FNN Live News イット!』と『#Link』本編の2本立て放送。

### ラジオ
- 『NHKきょうのニュース』（NHKラジオ第1放送）
  - 『列島リレーニュース』
  - 19:45からの各地ローカルニュース（NHK公式サイトでは別番組扱いであるが、新聞などでは明確な区別がないため実質上のオムニバス放送）。

## その他

### アニメとバラエティのコンプレックス例
- 『ギャグコロスタジオ』（テレビ東京）
- 『おはコロシアム』（テレビ東京）
- 『アニメロビー』（テレビ大阪）
- 『しゅごキャラ!パーティー!』（テレビ東京）
- 『新・しまじろう』（テレビせとうち）
  - 『はっけん たいけん だいすき! しまじろう』
  - 『しまじろう ヘソカ』
  - 『しまじろうのわお!』
- 『進撃!巨人中学校』（毎日放送）
- 『虹色デイズ』（読売テレビ）
- 『アイドルメモリーズ』
- 『ポチっと発明 ピカちんキット』（テレビ東京）
- 『パズドラ』[5]（テレビ東京）
- 『異世界居酒屋〜古都アイテーリアの居酒屋のぶ〜』（バンダイチャンネル他）
- 『Disney Time』(テレビ東京)
- 『やくならマグカップも 二番窯』[6]（CBCテレビ）
- 『テルマエ・ロマエ ノヴァエ』（Netflix）

### ドラマとバラエティのコンプレックス例
- 『もんもんドラエティ』（テレビ東京）
- 『七人のサムライ J家の反乱』（朝日放送）
- 『まるまるちびまる子ちゃん』（フジテレビ）
- 『ドラバラ鈴井の巣』（北海道テレビ）

### アニメとドラマのコンプレックス例
- 『サザエさん』
  - 2009年度から放送されている観月ありさ主演シリーズのドラマスペシャルがアニメ作品とのコンプレックス形式で放送。